# Бань Чао
Бань Чао (кит. 班超, піньїнь: Bān Chāo 32 — 102) — полководець і дипломат Стародавнього Китаю епохи Хань. Син історика Бань Бяо, який розпочав складання «Ханьшу», і брат історика Бань Гу, який її завершив.

## Біографія
Замолоду проявив незвичайні таланти. Коли його старший брат Бань Гу став чиновником в Лояні, він разом з матір'ю також перебрався в столицю. Оскільки життя в столиці було дорогим і сім'я потребувала, Бань Чао пішов працювати кліриком в урядові установи. За легендою, в цей період одного разу він сказав: «Фу Цзецзи і Чжан Цянь змогли отримати титули, так що і переписувач може висунутися». Імператор Мін-ді дав йому посаду придворного історика.

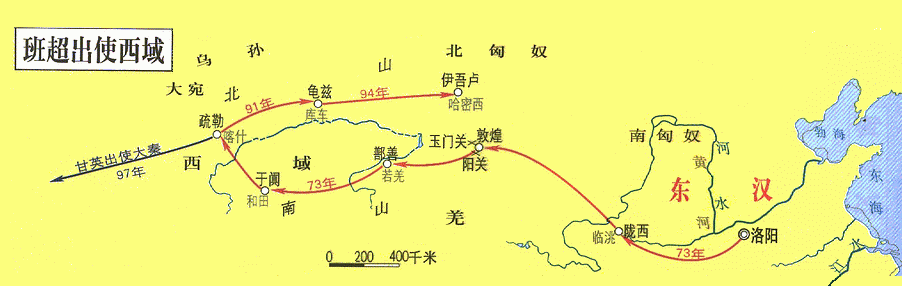
Завоювання Західного краю Бань Чао

У 73 році Бань Чао за розпорядженням Доу Гу відправився послом в «Західний край». Відзначившись у бою біля озера Баркуль, Бань Гу отримав завдання пройти з невеликим загоном в Шаньшань і навести там порядок. У Шаньшані Бань Чао знищив гунське посольство; його рішучі дії призвели до зміни орієнтації шаньшаньців із прогунської на проханьську. Потім він рушив на Хотан, де правитель Гуаньду, наляканий розповідями про шаньшаньську різанину, під час його наближення вбив гунського офіцера і перейшов на бік імперії Хань. У 74 році Бань Чао прибув в Кашгар, і за допомогою хотанців й незадоволених кашгарців змістив поставленого гунами правителя, поставивши замість нього місцевого уродженця. У 75 році правителі Кучі і Аксу взяли в облогу Бань Чао в фортеці Паньду біля Кашгару. Після довгої оборони Бань Чао був змушений поступатися Кашгаром і піти в Хотан. У 76 році він повернувся з Хотана в Кашгар, і після запеклої битви знову заволодів ним.
У 78 році імператор Чжан-ді відкликав війська із Західного краю, оскільки бойові дії стали занадто дорогими для економіки. Бань Чао залишився ізольованим, але зумів об'єднати прокитайські елементи і, зібравши десятитисячну армію, розгромив князівства Гумо і Шаче . У Кашгарі спалахнуло антикитайське повстання, але в критичний момент до Бань Чао прибула невелика підмога з імперії, повстання було придушене.
Щоб отримати союзників, Бань Чао запропонував імператору відновити союз з Усуньми. В Усунь було відправлено офіційне посольство, але кучасці відрізали дорогу на Усунь. У 83 році двір надіслав Бань Чао підкріплення з 800 солдатів, і той напав на Яркенд, але одночасно в Кашгарі спалахнуло повстання, зірвавше кампанію. Після пів року бойових дій Бань Чао зумів розгромити повстанців.
У 87 році глава кашгарських повстанців захотів повернутися на батьківщину, і вступив у переговори з Бань Чао. Бань Чао прийняв його та негайно стратив, після чого вбив 700 його прихильників. У 88 році Бань Чао на чолі з хотанцями, шаньшаньцями і кашгарцями підійшов до Яркенду. На допомогу Яркенду з'явилися князі Кучі й Аксу. Бань Чао зумів обманом виманити війська противника з міста в пустелю, а сам взяв місто.
У 90 році Бань Чао з невідомої причини розв'язав війну з Кушанським царством і переміг в ній. Після того, як в імперські війська вигнали гунів з Хамійської оази і тим самим відновивши зв'язок Західного краю з імперією Хань, Бань Чао перейшов в наступ і закінчив завоювання Західного краю.
У 97 році Бань Чао з 70-тисячною армією перевалив хребти Тяньшань, досяг берегів Каспію і відправив посланця Гань Іна в Римську імперію з метою розвідки і, можливо, встановлення союзних відносин. Проте по дорозі Гань Ін отримав неправильну інформацію про труднощі походу в Рим (парфяни, побоюючись опинитися в кліщах між римлянами і китайцями, розповіли йому, що в Рим треба пливти через Перську затоку навколо Аравії) і як наслідок повернувся ні з чим. Прямі контакти між Китаєм і Римом так і не були встановлені.